# Oblong Lake
Der Oblong Lake (von englisch oblong ‚rechteckig, länglich‘) ist ein meromiktischer hochsaliner Salzwassersee an der Ingrid-Christensen-Küste des ostantarktischen Prinzessin-Elisabeth-Lands. In den Vestfoldbergen liegt er 1 km südöstlich des Lebed Lake in einer kleinen Senke.
Der See gehört zu einer Reihe von Seen, die Wissenschaftler der Australian National Antarctic Research Expeditions 1974 von der Davis-Station aus untersucht hatten.